# Dmytro Dołhopołow
Dmytro Ołeksandrowycz Dołhopołow, ukr. Дмитро Олександрович Долгополов (ur. 14 września 1993 w Łucku) – ukraiński siatkarz, reprezentant Ukrainy, grający na pozycji rozgrywającego.

## Sukcesy klubowe
Puchar Ukrainy:
- 2011, 2012, 2013

Liga ukraińska:
- 2012, 2013, 2014

Liga fińska:
- 2016

Liga estońska:
- 2017

Liga chorwacka:
- 2023[3]

Liga cypryjska:
- 2024[4]

Liga bułgarska:
- 2025[5]

## Sukcesy reprezentacyjne
Letnia Uniwersjada
- 2015[6]

Liga Europejska:
- 2024[7]

## Nagrody indywidualne
- 2016: Najlepszy rozgrywający turnieju finałowego Pucharu Finlandii